# The Horror Show at Extreme Rules (2020)
The Horror Show at Extreme Rules (2020) — двенадцатое по счёту шоу Extreme Rules, PPV-шоу производства американского рестлинг-промоушна World Wrestling Entertainment (WWE). Шоу прошло 19 июля 2020 года. Большая часть шоу транслировалась в прямом эфире из WWE Performance Center в Орландо, Флорида, США, в то время как «болотная драка Уайатта» предварительно была записана 16—17 июля. Это было первое шоу Extreme Rules, получившее измененное название.
Первоначально мероприятие планировалось провести в «SAP-центре» в Сан-Хосе, Калифорния; однако правительство округа Санта-Клара ограничило общественные мероприятия на неопределенный срок из-за пандемии COVID-19.

## Производство

### Предыстория
Extreme Rules — это ежегодное гиммиковое PPV, выпускаемое от WWE с 2009 года. Концепция шоу заключается в том, что шоу включает в себя различные матчи, которые оспариваются по экстремальным правилам и обычно имеют один матч по экстремальным правилам. Несуществующий промоушен Extreme Championship Wrestling, который WWE приобрела в 2003 году, первоначально использовал термин «экстремальные правила» для описания правил для всех своих матчей; WWE приняла этот термин и с тех пор использует его вместо «хардкорного матча» или «хардкорных правил». Extreme Rules 2020 года стал двенадцатым по счету в своей хронологии и включал в себя рестлеров из брендов Raw и SmackDown. Также шоу Extreme Rules 2020 года также стало первым мероприятием с измененным названием; хотя первоначально оно было объявлено как Extreme Rules, в конце июня оно было переименовано в Extreme Rules: The Horror Show, но в начале следующего месяца было изменено на Horror Show at Extreme Rules.

#### Последствия пандемии КОВИД-19
С марта 2020 года, в разгар пандемии COVID-19, WWE была вынуждена проводить большую часть своих шоу в Подготовительном центре WWE в Орландо, штат Флорида, без присутствия самих фанатов, хотя в конце мая началось использования стажеров Подготовительного центра в качестве живой аудитории, которая в середине июня была дополнительно расширена до друзей и членов семьи рестлеров. Extreme Rules должны были состояться 19 июля в SAP-центре в Сан-Хосе, штат Калифорния. Однако 17 марта округ Санта-Клара издал приказ о бессрочном пребывании дома , за которым 19 марта последовал весь штат Калифорнии. Затем в конце июня SAP-центр опубликовал официальное заявление, что они не собираются принимать Extreme Rules, но будущее pay-per-view шоу от WWE будет проведено там же в 2021 году. Заведение также объявило, что возврата денег не будет (если только новая дата не будет определена в течение 60 дней), но приобретенные билеты будут оплачены на следующий год.
Пандемия предоставила возможность WWE создавать нетрадиционные матчи, снятые в разных местах в кинематографическом стиле. Для Extreme Rules это был матч Битва на Болоте Уайатта (Wyatt Swamp Fight). Матч был предварительно записан на нераскрытом месте примерно в двух часах езды от Орландо. Съемки продолжались примерно 6-7 часов и начались поздним вечером 16 июля и закончились ранним утром 17 июля. Использовались живые рептилии, в том числе Аллигатор и змея. Несколько дублей были сделаны, чтобы получить несколько ракурсов камеры, как в фильме.

### Сюжетные линии
Шоу состояло из восьми матчей, в том числе одного на пре-шоу Кикофф. Поединки происходили из сценарных сюжетных линий, где рестлеры изображали героев, злодеев или менее различимых персонажей в сценарных линиях, которые создавали напряжение и завершались реслинг матчей или серией матчей. Результаты были предопределены сценаристами WWE на бренды Raw и SmackDown, как и сюжетные линии созданные на еженедельных телевизионных шоу WWE, Monday Night Raw и Friday Night SmackDown.
После того как Дрю Макинтайр был переведен на Raw из NXT в 2018 году в качестве суперзвезды WWE, он объединился с Дольфом Зигглером. Хотя команде виделся успех в победе командных чемпионств Raw, они в конечном итоге расстались. Зигглер был переведен на SmackDown в следующем году, а Макинтайр остался на Raw и в начале 2020 года выиграл чемпионство WWE на втором дне WrestleMania 36. На эпизоде Raw 22 июня Макинтайр был прерван Зигглером, который был переведен на Raw. Зигглер утверждая что заслуга в успехе Макинтайра его, и что он поднял их историю вместе, и заявил, что Макинтайр должен ему титульный матч. Макинтайр, заметив, что ему нужен противник на Extreme Rules, напомнил Зигглеру, что именно он дал ему прозвище «шотландский психопат», и спросил, хочет ли Зигглер еще титульного матча, и Зигглер подтвердил. На следующей неделе во время подписания контракта Макинтайр сказал Зигглеру, что он может выбрать условия для матча. Зигглер решил подождать до самого события, чтобы раскрыть это условия.
На эпизоде Raw от 22 июня, после успешной защиты Женского Командного чемпионата WWE, командная чемпионка Саша Бэнкс бросила вызов Аске за Чемпионство Raw среди женщин, который Аска приняла за экстремальные правила. Хотя Бэнкс числится на брендн SmackDown, она и её партнер Бэйли могут появиться на любом бренде, поскольку Женское Командное чемпионство WWE разделено между Raw, SmackDown и NXT.
На эпизоде SmackDown от 19 июня Никки Кросс атаковала Женских Командных чемпионок Бейли и Сашу Бэнкс, что привело к матчу между Кроссо и Бэнкс, который Кросс проиграла. На следующей неделе Кросс выиграла фатальный четырехстронний матч, чтобы заработать тайтл-шот за чемпионство SmackDown против Бэйли на Extreme Rules.
На Money in the Bank, Браун Строуман защитил Вселенский титул от Брэя Уайатта. 19 июня Уайатт вернулся на эпизод SmackDown в сегменте Firefly Fun House, который был прерван Строуманом, и заявив, что Уайатт имел получить свой шанс на Money in the Bank, но потерпел неудачу. Прежде чем появиться в качестве его старого культового лидера в семьи Уайаттов Брей заявил, что их соперничество только начинается. Уайатт сказал, что им нужно сделать шаг назад, прежде чем они смогут двигаться вперед, и заявил, что с тех пор, как он создал Строумана, его работа это — уничтожить его. На следующей неделе Строуман рассказал о том, как он впервые присоединился к Уайатту, рассказав историю об их пребывании в лагере Уайатта на флоридских болотах. Затем Строуман бросил вызов Уайатту, чтобы тот вернулся на болото для боя, и матч без титула между ними под названием «Бой на Болоте Уайатта» (Wyatt Swamp Fight) был запланирован по крайним правилам.
На эпизоде Raw от 11 мая Рей Мистерио и Алистер Блэк победили Сета Роллинса и Мерфи по дисквалификации. После матча разъяренный Роллинс использовал угол стальных ступеней, чтобы пронзить глаз Мистерио, выведя его из строя. В течение этого времени сын Мистерио, Доминик, пытался противостоять Роллинсу против воли Мистерио. На эпизоде 22 июня Роллинс попытался проткнуть Доминику глаз, но безуспешно. Затем Мистерио вызвал Роллинза на поединок по экстремальным правилам. На эпизоде 6 июля Мистерио и Кевин Оуэнс победили Роллинса и Мерфи в командном матче, позволив Мистерио выбрать условие для их матча по экстремальным правилам; Мистерио выбрал око за око. WWE позже подтвердила, что для того, чтобы выиграть матч, один из участников должен был извлечь глаз своего противника.
На эпизоде Raw от 15 июня MVP подошел к чемпиону Соединенных Штатов Апполо Крюсу и сказал ему, что ему нужен менеджер, если он хочет продолжить свой титульный рейн, но Крюс отклонил его предложение. На следующей неделе MVP снова попытался убедить Крюса присоединиться, но Крюс снова отказался. 29 июня на эпизоде Raw MVP победил Крюса в матче без титула на кону. После матча Крюс атаковал MVP, на помощь пришел Бобби Лэшли, который жестоко применил Full Nelson на Крюсе. На следующей неделе MVP представил новый дизайн чемпионского пояса Соединенных Штатов и заявил, что он столкнется с Крюсом в титульном матче на Extreme Rules.

## Результаты
| №                                                    | Матч                                                                           | Тип матча | Время | Оценка Дейва Мельтцера |
| ---------------------------------------------------- | ------------------------------------------------------------------------------ | --- | ----- | ---------------------- |
| 1P                                                   | Кевин Оуэнс победил Мерфи                                                      | Одиночный матч | 8:55  | 3.25 звезды            |
| 2                                                    | Сезаро и Шинске Накамура победили «Новый день» (c) (Кофи Кингстон и Биг И)     | Титульный матч со столами за Командные чемпионства SmackDown WWE | 10:25 | 2.75 звезды            |
| 3                                                    | Бэйли (c) (c Сашей Бэнкс) победила Никки Кросс (с Алексой Блисс)               | Титульный матч за Женское Чемпионство SmackDown WWE | 12:20 | 3.25 звезды            |
| 4                                                    | Сет Роллинс победил Рея Мистерио                                               | Матч Глаз за глаз Матч можно выиграть только тогда, когда один из соперников вырывал глаз у своего соперника | 18:05 | 4 звезды               |
| 5                                                    | Аска (c) (с Кайри Сейн) против Саши Бэнкс (c Бэйли) закончилось безрезультатно | Титульный матч за Женское Чемпионство Raw WWE | 20:00 | 4 звезды               |
| 6                                                    | Дрю Макинтайр победил Дольфа Зигглера                                          | Титульный матч за Чемпионство WWE На Extreme Rules оговаривались только в отношении Зигглера; Макинтайр должен был выступать по обычным правилам традиционного матча. Кроме того, если бы Макинтайр был бы дисквалифицирован или по отчету, Зигглер выиграл бы чемпионство. | 15:25 | 4 звезды               |
| 7                                                    | Брэй Уайатт победил Брона Строумена                                            | Wyatt Swamp Fight (Битва на болоте Уайатта) | 18:00 | Без оценки             |
| (с) — чемпион на момент поединка P — матч на пре-шоу |                                                                                | |       |                        |

## После шоу

### Raw
На следующем Raw Сет Роллинс гордился тем, что победил Рея Мистерио и возложил вину за свои ужасные действия на Вселенную WWE, прежде чем его прервал Алистер Блэк. Блэк осудил Роллинса за события последних нескольких недель, приведшие к матчу между ними, который Роллинс выиграл, воспользовавшись травмой руки Блэка. После матча Роллинс и его ученик Мерфи продолжили атаковать Блэка, нацелившись на его раненую руку.
После своей непризнанной победы над Аполло Крюс MVP, Бобби Лэшли и новый член фракции Шелтон Бенджамин, который только что выиграл чемпионство 24/7 в закулисной потасовке от R-Truth, вызвали Рикошета и Седрика Александера на гандикап-матч 3 на 2 из-за того, что у них не было третьего партнера, который был бы Крюсом. Александр и Рикошет показали, что у них действительно был партнер, вернувшийся Мустафа Али, который был переведен из SmackDown. Затем новоиспеченное трио победило MVP, Лэшли и Бенджамина в последовавшем командном матче из шести человек.
Чемпион WWE Дрю Макинтайр вырезал промо-ролик о своей победе над Дольфом Зигглером, прежде чем Зигглер прервал его и потребовал еще одну возможность титула, в которой Макинтайр изначально отказал. Зигглер пытался дешево застрелить Макинтайра только для того, чтобы Макинтайр исполнил поцелуй Глазго на Зигглере. Ослабевший Зигглер продолжал свою мольбу, позволяя Макинтайру выбрать время, место, а также условия для титульного матча, что заинтриговало Макинтайра достаточно, чтобы принять вызов. Затем Макинтайр сказал, что ему нужно две недели, чтобы принять решение об условиях, и что он откроет условия непосредственно перед матчем, как это сделал Зигглер на Extreme Rules.
Пока Саша Бэнкс и Бейли праздновали неофициальную победу Бэнкс над Аской за Женское чемпионство Raw, их прервала Аска, заявившая, что Бэнкс не победила. Затем на Титантроне появилась шеф брендов WWE Стефани МакМахон и сказала Бэнкс, что она не выиграла титул на Extreme Rules, также Аска не выиграла, а затем объявила матч-реванш между Бэнкс и Аской за Женское чемпионство Raw среди женщин на следующей неделе.

### SmackDown
На следующем выпуске SmackDown, за кулисами Кофи Кингстон был оценен медицинским персоналом и сообщил Биг И, что он травмирован. Кингстон, прежде чем подбадривать Биг И к сольному забегу, заявил что будет отсутствовать по крайней мере 6-8 недель. Потом они обнялись.
Несмотря на то, что Стефани Макмэн заявила на Raw, Бейли и Саша Бэнкс продолжали праздновать, как будто они провели все женские чемпионства по Raw и SmackDown, и назвали себя определением «величия». Разгневанная Никки Кросс в сопровождении своей командной партнерши Алексы Блисс потребовала реванша за женское чемпионство SmackDown. Бейли согласился на матч-реванш, однако Бейли заявил, что Кросс должна победить достойного соперника в лице Блисс, назначив матч между Блисс и Кросс, где победитель столкнется с Бейли за титул на следующей неделе SmackDown. Кросс победила Блисс, тем самым заслужив реванш.
Брэй Уайатт появился в Доме Развлечений «Светлячков» и заявил, что с его прежним гиммиком «Пожирателяя миров» покончено, и заверил, что Браун Строуман вернулся домой, таким образом «воссоединившись» со своей семьей. Затем он объявил, что дьявол был освобожден.

## Земетки
1. ↑  Мероприятие проходило без платной аудитории из-за пандемии КОВИДА-19 в Соединенных Штатах, хотя на нем присутствовала живая толпа рестлеров и стажеров WWE.
2. ↑  Аска хотела использовать зеленую слизь на Бэнкс, но та увернулась и слизью попала в реффери. Когда Аска захватила Бэнкс в Asuka Lock,Бэйли спеша на помощь своей партнерши ударила Аску командным поясом и одев футболку реффери отчитала до трех и Бэнкс стала Женской Чемпионкой Raw. Однако, матч объявлен безрезультатным, и поэтому Аска сохранила чемпионство, однако Бэнкс взяла пояс физически.
3. ↑  По мнению журналиста оценивать, заранее записанные и отредактированные матчи,выглядит весьма смехотворно.[38]